# Herniaria degenii
Herniaria degenii är en nejlikväxtart som först beskrevs av F. Hermann, och fick sitt nu gällande namn av Mohammad Nazeer Chaudhri. Herniaria degenii ingår i släktet knytlingar, och familjen nejlikväxter. Inga underarter finns listade i Catalogue of Life.